# Síndrome de la pinça aortomesentèrica
La síndrome de la pinça aortomesentèrica o síndrome del trencanous és deguda habitualment per la compressió de la vena renal esquerra (VRE) entre l'aorta abdominal (AA) i l'artèria mesentèrica superior (AMS), tot i que existeixen altres variants. El nom del trencanous deriva del fet que, en el pla sagital i/o pla transversal, l'AMS i l'AA (amb certa imaginació) semblen un trencanous triturant una nou (la vena renal). A més, el retorn venós de la vena gonadal esquerra que torna a la vena renal esquerra queda bloquejat, provocant així un dolor testicular (anomenat col·loquialment "dolor de nou"). Hi ha un ampli espectre de presentacions clíniques i els criteris de diagnòstic no estan ben definits, i per això sovint es produeix un diagnòstic endarrerit o incorrecte. Aquest trastorn no s'ha de confondre amb la síndrome de l'artèria mesentèrica superior, que és la compressió de la tercera porció del duodè per l'AMS i l'AA.

## Signes i símptomes
Tots els signes i símptomes de la síndrome es deriven de l'obstrucció del flux de sortida de la vena renal esquerra. La compressió provoca hipertensió de la vena renal, que condueix a hematúria (que pot provocar anèmia) i dolor abdominal (habitualment al flanc esquerre o dolor pelvià). El dolor abdominal pot millorar o empitjorar segons la posició. Els pacients també poden tenir proteïnúria ortostàtica, o la presència de proteïnes a l'orina depenent de com estiguin asseguts o dempeus.

## Diagnòstic
La síndrome es diagnostica mitjançant l'ecografia Doppler, la tomografia computada (TC), la ressonància magnètica (RMN) o la flebografia.

## Tractament
El tractament depèn de la gravetat i dels símptomes. A més de les mesures conservadores, les teràpies més invasives inclouen la implantació de stent endovascular, la reimplantació de la vena renal, i l'embolització de la vena gonadal. La decisió entre el tractament conservador i quirúrgic depèn de la gravetat dels símptomes. S'utilitza un tractament conservador si el pacient és un nen i l'hematúria és lleu. En canvi, quan els símptomes més greus com una funció renal reduïda, dolor del flanc i anèmia calen intervencions quirúrgiques.

### Tractament conservador
Es recomana en nens, ja que un creixement posterior pot provocar un augment del teixit a la bifurcació entre l'AMS i l'AA, proporcionant espai perquè la VRE passi sang sense obstrucció. El tractament en aquest cas implica un augment de pes per formar més teixit adipós, disminuint la compressió. La sang venosa també es pot dirigir cap a les venes formades com a resultat de la pressió arterial més alta, la qual cosa pot contribuir a l'alleujament simptomàtic de les persones a mesura que envelleixen. S'ha trobat que en el 75% dels pacients adolescents els seus símptomes es resolen després de dos anys. Els medicaments que disminueixen la pressió arterial com els inhibidors de l'ECA també es poden utilitzar per reduir la proteïnúria.

### Tractaments quirúrgics

#### Procediments oberts i laparoscòpics
Hi ha diversos procediments, que inclouen:
- Transposició de la VRE: la VRE es mou més amunt a l'abdomen i es torna a implantar en la VCI perquè ja no es comprimeixi.[5]
- Transposició de la vena gonadal: les venes gonadals estan connectades a la (VCI) per reduir la quantitat de sang acumulada en la pelvis.[5]
- Derivació quirúrgica renocava amb vena safena: un segment de la gran vena safena s'utilitza com a segona connexió entre la VRE i el VCI per alleujar l'acumulació de sang.[5]
- Autotrasplantament renal: transferència d'un ronyó des de la seva ubicació original a un altre lloc del cos per evitar la compressió venosa.[5]

La transposició de la VRE és el procediment més comú que es realitza seguit de l'autotrasplantament renal i la derivació de VRE.

#### Procediments endovasculars
Les intervencions endovasculars impliquen l'ús de stents per millorar el flux sanguini de retorn per la VRE. Després del cateterisme, es realitza una flebografia per visualitzar la VRE i pot proporcionar un diagnòstic confirmatori de la síndrome abans de la implantació de l'stent. Al cap de sis mesos després de la implantació de l'stent, el 97% dels pacients havien tingut una millora dels símptomes, i el seguiment a llarg termini no va mostrar cap recurrència dels símptomes després de 66 mesos. Encara que són menys invasius, els riscos implicats inclouen la col·locació incorrecta de l'stent, així com el desplaçament i la migració de l'stent a l'aurícula dreta.